# Bártfay László
Bártfay László (Felsővadász, 1797. május 6. – Pest, 1858. május 12.) ügyvéd, Károlyi György titkára és központi ügyésze, az MTA tagja, a Kisfaludy Társaság alapító tagja. Írói álnevei: Vándorfy, Labancz Lipót.

## Életpályája
Iskoláit 1815-ben Kassán végezte, majd 1817-ben Pestre ment királyi táblai jegyzőnek és szabad idejét Schwartner Márton heraldikai leckéinek hallgatására fordította, amelyeket rendbeszedve és bővítve, magyar nyelven szándékozott kiadni. 1819-ben a gróf Károlyi-ház titkára lett. Ebben az évben ismerkedett meg Kisfaludy Károllyal. 1822-ben Kazinczy Ferenccel kezdett levelezni, kit Széphalmon meg is látogatott. 1823-ban ügyvédnek esküdött fel. A következő években összebarátkozott Kölcsey Ferenccel, Bajza Józseffel, Toldy Ferenccel, Helmeczy Mihállyal, Virág Benedekkel, Vörösmarty Mihállyal és Zádor Györggyel, a háza egyre inkább a szépirodalom művelőinek a gyülekezőhelyévé vált. 1831. február 17-én a Magyar Tudományos Akadémia levelező tagjának választotta; 1832. november 15-én az igazgatóság pénztári ellenőrré nevezte ki. 1832-ben Csongrád megye megbízásából az országos bizottság munkálatára „in re literaria et educationali" címen terjedelmes véleményt nyújtott be. A Kisfaludy Társaságnak 1836. november 12-én egyik alapító tagja volt; 1842. január 23-án pedig ellenőrré választották.
Az 1820-as években Üllői út 17. szám alatti házában, az 1838-as pesti árvíz után pedig a Károlyi-palotában működött vezetésével az egyik első magyar irodalmi szalon, amely a Kisfaludy Károly köré szerveződő Aurora (Auróra Kör) összejöveteleinek is helyszínéül szolgált.

## Művei
Az irodalommal már fiatal korától foglalkozott. Munkái: útleírások, regény- és színműfordítások, egynéhány vígjáték, novella (Királyi fény és kegyelmesség), versek, amelyek közül néhányat felvettek Kisfaludy Károly Aurorájába (1822–24). Vándorfy és Labancz Lipót név alatt polemizált az Athenaeumban (1841. 61–73. sz.). A Vasárnapi Ujság (1870. 2. sz.) közölte levelét, melyet Kölcseyhez írt Kossuth elfogatásáról; a Fővárosi Lapok közölte (1877. 12. 65–67. sz.) naplójából a Wesselényi Miklós bezáratása című részletet.
Legnevezetesebb munkája azonban 1838. január 1-jétől 1841. december 2-áig vezetett naplója, melyet az Országos Széchényi Könyvtár kézirattára őriz. 
- 1838-1841. Bártfay László naplójából / 1849-1851. Bártfay László naplója és válogatott levelei Kölcsey Ferenchez, 1-2.; vál., jegyz. Jenei Ferenc; PIM–NPI, Bp., 1969
- Bártfay László naplói; sajtó alá rend., tan. Kalla Zsuzsa; Ráció, Bp., 2010